# We Belong Together
«We Belong Together» (с англ. — «Мы принадлежим друг другу») — песня американской певицы Мэрайи Кэри, выпущенная 29 марта 2005 года в качестве второго сингла с альбома The Emancipation of Mimi. Авторами и продюсерами являются сама певица, Джермейн Дюпри, Мануэль Сил и Джонта Остин. Из-за использования нескольких строчек в соавторство также были включены создатели песен «If You Think You’re Lonely Now» (Бобби Уомак, Патрик Мотен, Сандра Салли) и «Two Occasions» (Кеннет Эдмондс, Дэрнелл Бристол). Музыкальная аранжировка состоит из простых аккордов фортепиано и приглушённого фонового ритма. Текст песни повествует об отчаянных чувствах одиночества и безысходности после расставания с возлюбленным.
После спада популярности в период с 2001 по 2005 годы многие музыкальные критики считали, что карьера Мэрайи закончена. Однако, позже критики охарактеризовали песню «возвращением Голоса», так как она стала шестнадцатым хитом певицы, возглавившим американский чарт Billboard Hot 100. «We Belong Together» занимает первое место в списке лучших песен десятилетия, по версии журнала Billboard, и одиннадцатое — в списке лучших треков за всю историю чарта Hot 100. Композиция установила несколько рекордов в США, в том числе по наибольшему количеству прослушиваний на радиостанциях страны за один день и за одну неделю. «We Belong Together» возглавила чарт Австралии и вошла в пятёрку лучших синглов Канады, Дании, Венгрии, Ирландии, Нидерландов, Новой Зеландии, Шотландии, Испании и Великобритании.
Музыкальный видеоклип является продолжением истории первого сингла «It’s Like That», в котором певица веселится на своём девичнике. В клипе «We Belong Together» показана подготовка, свадебная церемония со зрелым, влиятельным человеком и побег невесты со своим бывшим возлюбленным. Историю, показанную в музыкальном видеоклипе, часто соотносили с браком певицы и Томми Моттолы.
Мэрайя Кэри выступала с песней на различных американских церемониях и телевизионных шоу, таких как MTV Movie Awards, MTV Video Music Awards, Парад Дня благодарения Macy’s, Шоу Опры Уинфри и 48-я церемония «Грэмми», а также на благотворительном концерте Live 8 в Лондоне, фестивале Fashion Rocks в Монако и на телевизионной премии Bambi Awards.

## Предыстория
В 2001 году Мэрайя Кэри выпустила саундтрек-альбом Glitter, который стал коммерческим провалом в карьере певицы. В 2003 году, несмотря на пристальное внимание СМИ и новый контракт с лейблом Island Records, следующий студийный альбом Charmbracelet также не пользовался успехом, к которому привыкла певица на протяжении 90-х, и разошёлся тиражом 3 миллиона копий по всему миру. После завершения концертного тура в поддержку Charmbracelet, певица приступила к работе над следующим музыкальным проектом — The Emancipation of Mimi. Многие музыкальные критики охарактеризовали «We Belong Together», песню с нового альбома, — «возвращением Голоса», хотя в рецензиях на Charmbracelet, они утверждали о негативных изменениях в голосе певицы.
К ноябрю 2004 года Мэрайя написала несколько композиций для The Emancipation of Mimi, в том числе «Say Somethin'» — планируемый основной сингл альбома. Эл-Эй Рид, руководитель лейбла Island Records, посоветовал певице написать несколько сильных песен, чтобы обеспечить коммерческую успешность проекта. Рид предложил провести короткую студийную сессию с Джермейном Дюпри и отметил тот факт, что именно в сотрудничестве с Дюпри она создала несколько лучших хитов. Мэрайя отправилась в Атланту, где совместно с Джермейном записала «Shake It Off» и «Get Your Number», которые были выпущены третьим и четвёртым синглами с альбома. Кэри вернулась в Атланту на вторую студийную сессию с Дюпри, и они создали две последние песни, вошедшие в альбом — «We Belong Together» и «It’s Like That». В интервью для журнала Billboard певица поделилась своими чувствами о процессе создания «We Belong Together»:

«У меня были мурашки. У меня было хорошее предчувствие, когда мы закончили писать песню, хоть я и вылетала из Атланты под утро… Мы продолжали слушать её во время полёта, по дороге домой, даже на демоверсии я действительно почувствовала что-то особенное».
Оригинальный текст (англ.)«I had the chills. I had a great feeling about it when we finished writing the song, and I was flying back from Atlanta at some crazy hour of the morning… But we were listening to it on the plane ride on the way home, and even from the demo version, I really felt something very special».

Мэрайя Кэри и её творческая команда приняли решение о выпуске «It’s Like That», которую певица прозвала «правильным старом», первым синглом с альбома. Позже она поделилась воспоминаниями об опыте сотрудничества с Джермейном Дюпри: «Я так благодарна той поездке в Атланту. И я должна отметить, что вместе с ним мы написали несколько моих любимых песен для альбома. Я так горжусь Джермейном, он так сосредоточен в своей работе и знает, что нужно делать».

## Музыка и текст
«We Belong Together» — баллада в стиле современного ритм-н-блюза. Американский журнал, посвящённый музыке и поп-культуре, Rolling Stone назвал песню «душевной». В композиции используются звуки большого барабана и хай-хэта программируемой драм-машины Roland TR-808, которые характерны для музыки хип-хопа. Дженнифер Винеард в обзоре для телеканала MTV News комментировала, что сдержанное и утонченное пение Мэрайи придало песне больше энергии, которой не получилось бы достичь в грудном регистре. Композиция перекликается и имеет отсылки к песням «If You Think You’re Lonely Now» Бобби Уомака и «Two Occasions» Бэйбифейса. Во втором куплете Мэрайя поёт: «Бобби Уомак по радио / Напевает мне: 'Если думаешь, что тебе сейчас одиноко'». Затем она пытается переключиться на другую радиостанцию: «Переключаю частоту, пытаясь быть в тишине / Но слышу голос Бэйбифейса / 'Я думаю лишь о тебе…'». Строчка «Если думаешь, что тебе сейчас одиноко» взята из одноимённой песни, а строчка «Я думаю лишь о тебе» — из припева «Two Occasions» (рус. «Два случая»). В ремиксе певица дополняет текст «Я думаю лишь о тебе / В двух случаях / И днём, и ночью…». Из-за использования этих строчек авторы двух песен были включены в соавторство «We Belong Together». Композиция выдержана в куплетно-припевной музыкальной форме и состоит из трёх отдельных частей, в каждой из которых раскрыто разное эмоциональное состояние героини. В первой части описано расставание возлюбленных; печальное настроение передаётся через сожаление о совершённых ошибках. Во второй части истории действие переносится в настоящее время; героиня не стабильна и не может держать чувства под контролем, даже когда пытается отвлечь себя прослушиванием радио, ей становится ещё хуже. В песне «We Belong Together» отсутствует бридж, вместо него в третьей части Мэрайя повышает голос на октаву, ещё больше подчеркивая отчаянные чувства одиночества и безысходности. Писатель Джонни Лофтус для газеты Metro Times подробно описал структуру песни, её текст и вокал:

Песня идейно простая, искренняя и стильная. Мэрайя обращается к своему бывшему возлюбленному — 'Когда ты ушёл я потеряла часть себя / Мне до сих пор тяжело в это поверить' — под мягкий слаженный ритм-энд-блюз, сделанный с тонким вкусом, песня построена на нескольких аккордах фортепиано и замедленном фирменном ритм-звучании So So Def. У трека есть характерная черта, свойственная песням осеннего настроения — вы можете представить безмолвное расставание пары, где всё происходящее вокруг, идёт своим чередом. Она сидит на крыльце с чашкой чая; он стоит в пробке, когда слышит Мэрайю по радио. Композиция хитро перекликается с переживаниями певицы, которая находит подтверждение своим чувствам в песнях Бобби Уомака и Бэбифейса на своём радиоприёмнике, и ей тяжело их слышать. В песне нет таких утомительных возражений, как 'Я пыталась быть с тобой', никаких банальных и нелепых строк о влюбленности и переживаниях 'Я зашла в продуктовый, и у парня такой же рингтон как у тебя, и я заревела'. Нет, в 'We Belong Together' есть стильная утончённость, как в тексте, так и в музыке, что делает её идеальным и совершенно универсальным поп-/ритм-энд-блюзовым песнотворчеством. Другими словами, это хит. Вероятно, в песне есть и хеппи-энд: в финальной части Мэрайя поднимается на октаву вверх и придаёт названию песни ещё больше страсти.

## История и создание песни
«We Belong Together» не была написана до последней стадии завершения альбома «The Emancipation of Mimi». После неудачного периода в карьере между 2001 и 2003 годом Мэрайя приступила к созданию нового альбома в 2004 году. В ноябре того же года она заявила о готовности альбома, но часть песен, которые стали популярными всё ещё не были написаны. Председатель лейбла Island Def Jam Music Group — Антонио Л. Рид попросил певицу сделать ещё несколько сессий в звукозаписывающей студии вместе с продюсером Джермейном Дюпри. Л. А. Рид сказал: «Вы с Джермейном вместе создаёте чудесную музыку, почему ты не связалась с ним?», на что Мэрайя ответила: «Мне нравится работать с Дюпри, он сейчас не занят? Я знаю у него куча дел…» Но Джермейн сказал: «Всё в порядке, я жду тебя в студии!».
Певица отправилась в Атланту к Дюпри, и после двух дней совместной работы они сочинили 2 песни для «The Emancipation of Mimi» («Shake It Off» и «Get Your Number»), после этого она вернулась в Нью-Йорк, к тому времени «We Belong Together» всё ещё не была создана. Рид был впечатлён проделанной работой и решил, что Мэрайя должна вернуться в Атланту и написать больше песен.
В следующие два дня Кэри, Дюпри, Сил и Остин написали первый сингл альбома «It's like That» так же как и «We Belong Together». Авторы подробно обсуждали варианты музыкальной аранжировки для последней песни, но в итоге всё упростили, отдав предпочтение вокальной аранжировке певицы.

## Ремиксы и другие версии
Ремиксы, которые Мэрайя часто записывала к своим наиболее популярным песням, нередко становились известнее, чем альбомные версии. Для «We Belong Together» были написаны ремиксы «DJ Clue Remix» при участии рэперов Jadakiss и Styles P, и «Reconstruction Mix/Atlantic Soul Vocal Mix». Ремиксы существенно отличаются от альбомной версии более яркими элементами хип хопа. Например «Atlantic Soul Vocal Mix» основан на синтезе басовых линий, фортепиано и гитары, а сам темп более быстрый, чем в оригинале.
Оба ремикса были выпущены для загрузки в мае 2005 года и добились успеха. Atlantic Soul Mix занял 1 место в чарте США Hot Dance Club Songs, в то время как версия DJ Clue Remix достигла максимальной позиции на 5 строчке в Hot Digital Songs.

## Список композиций
| - CD сингл для Австралии 1. «We Belong Together» — 3:22 2. «We Belong Together» (Reconstruction Radio Mix) — 4:05 3. «It’s Like That (Remix)» (при участии Fat Joe) — 3:32 4. «We Belong Together» (Video) - CD макси-сингл для Дании (Промо) 1. «We Belong Together (Remix)» — 4:30 2. «We Belong Together (Reconstruction Radio Mix)» — 4:04 3. «We Belong Together (Reconstruction Club Mix)» — 9:25 4. «We Belong Together (Atlantic Soul Radio Edit)» — 4:22 5. «We Belong Together (Atlantic Soul Vocal)» — 7:23 6. «We Belong Together (Atlantic Soul Instrumental)» — 7:22 - CD сингл для Европы 1. «We Belong Together» — 3:22 2. «We Belong Together (Remix)» (при участии Jadakiss и Styles P) — 4:30 - CD сингл для Японии 1. «We Belong Together» — 3:22 2. «We Belong Together» (Instrumental) — 3:22 | - CD сингл для Великобритании 1. «We Belong Together» — 3:23 2. «We Belong Together» (Remix) — 4:06 - CD макси-сингл для Великобритании 1. «We Belong Together (Remix)» — 4:30 2. «We Belong Together (Reconstruction Radio Mix)» — 4:04 3. «We Belong Together (Reconstruction Club Mix)» — 9:25 4. «We Belong Together (Atlantic Soul Radio Edit)» — 4:22 5. «We Belong Together (Atlantic Soul Vocal)» — 7:23 6. «We Belong Together (Atlantic Soul Instrumental)» — 7:22 - CD сингл для США (Промо) 1. «We Belong Together» — 4:27 2. «We Belong Together (Instrumental)» — 4:28 |

## Творческая группа
Сведения о составе творческой группы были взяты с обложки альбома The Emancipation of Mimi
.

| - Мэрайя Кэри — автор, продюсер, основной вокал, бэк-вокал - Джермейн Дюпри — автор, продюсер - Мануэль Сил — автор, продюсер - Джонта Остин — автор - Брайан Фрай — звукорежиссёр - Герб Пауер — мастеринг | - Бобби Уомак — соавтор (использование семпла) - Патрик Мотен — соавтор (использование семпла) - Кеннет Эдмондс — соавтор (использование семпла) - Дэрнелл Бристоль — соавтор (использование семпла) - Сандра Салли — соавтор (использование семпла) |

## Чарты
| Чарт (2005)                           | Высшее место |
| ------------------------------------- | ------------ |
| Австралия (ARIA)                      | 1            |
| Австрия (Ö3 Austria Top 40)           | 31           |
| Бельгия/Фландрия (Ultratop 50)        | 12           |
| Бельгия/Валлония (Ultratop 50)        | 24           |
| Дания (Tracklisten)                   | 11           |
| European Hot 100 Singles              | 4            |
| Франция (SNEP)                        | 12           |
| Германия (GfK)                        | 11           |
| Венгрия (Single Top 40)               | 5            |
| Ирландия (IRMA)                       | 3            |
| Италия (FIMI)                         | 25           |
| Нидерланды (Dutch Top 40)             | 2            |
| Нидерланды (Single Top 100)           | 3            |
| Новая Зеландия (Recorded Music NZ)    | 2            |
| Норвегия (VG-lista)                   | 9            |
| Шотландия (OCC Scotland)              | 50           |
| Испания (PROMUSICAE)                  | 3            |
| Швеция (Sverigetopplistan)            | 11           |
| Швейцария (Schweizer Hitparade)       | 4            |
| Великобритания (OCC UK Singles)       | 2            |
| Великобритания (OCC UK Hip Hop/R&B)   | 1            |
| США (Billboard Hot 100)               | 1            |
| США (Billboard Adult Contemporary)    | 3            |
| США (Billboard Adult Pop Airplay)     | 16           |
| США (Billboard Dance Club Songs)      | 1            |
| США (Billboard Hot R&B/Hip-Hop Songs) | 1            |
| США (Billboard Pop Airplay)           | 1            |
| США (Billboard Rhythmic)              | 1            |
| США (Billboard Tropical Airplay)      | 34           |

| Чарт (2005)                              | Высшее место |
| ---------------------------------------- | ------------ |
| Австралия (ARIA)                         | 17           |
| Бельгия (Ultratop 50 Flanders)           | 47           |
| Германия (Official German Charts)        | 92           |
| Нидерланды (Dutch Top 40)                | 22           |
| Нидерланды (Single Top 100)              | 41           |
| Новая Зеландия (Recorded Music NZ)       | 36           |
| Швейцария (Schweizer Hitparade)          | 57           |
| Великобритания (Official Charts Company) | 20           |
| Billboard Hot 100                        | 1            |
| Adult Contemporary (Billboard)           | 2            |
| Hot Dance Club Songs (Billboard)         | 2            |
| Hot R&B/Hip-Hop Songs (Billboard)        | 2            |
| Pop 100 (Billboard)                      | 2            |
| Rhythmic (Billboard)                     | 1            |

| Чарт (2000-09)                    | Место |
| --------------------------------- | ----- |
| Billboard Hot 100                 | 1     |
| Hot R&B/Hip-Hop Songs (Billboard) | 2     |

| Чарт (1958—2013)  | Место |
| ----------------- | ----- |
| Billboard Hot 100 | 11    |

## Сертификации
| Регион | Сертификация  | Продажи   |
| --- | ------------- | --------- |
| Австралия (ARIA) | Платиновый    | 70 000^   |
| Новая Зеландия (RMNZ) | Золотой       | 5000*     |
| Великобритания (BPI) | Платиновый    | 600 000   |
| США (RIAA) | 4× Платиновый | 4,000,000 |
| * Данные о продажах приведены только на основе сертификации. ^ Данные о тиражах приведены только на основе сертификации. |               |           |

## Хронология выпуска
| Страна         | Дата          | Лейбл     | Формат   | Каталожный номер |
| -------------- | ------------- | --------- | -------- | ---------------- |
| США            | 29 марта 2005 | Island    | CD сингл | 000516211        |
| Япония         | 16 июня 2005  | Universal | CD сингл | UICL-5019        |
| Австралия      | 20 июня 2005  | Island    | CD сингл | 9883428          |
| Канада         | 4 июля 2005   | Universal | CD сингл | B0009V2CRE       |
| Великобритания | 4 июля 2005   | Universal | CD сингл | B0009WXGD2       |
| Германия       | 11 июля 2005  | Def Jam   | CD сингл | B0009V2CRE       |
| Австрия        | 11 июля 2005  | Def Jam   | CD сингл | B0009V2CRE       |
| Франция        | 12 июля 2005  | Universal | CD сингл | B0009V2CRE       |